# Artiguemy
Artiguemy è un comune francese di 86 abitanti situato nel dipartimento degli Alti Pirenei,  nella regione dell'Occitania.

## Società

### Evoluzione demografica
Abitanti censiti